# Alioum Saidou
Alioum Saidou (ur. 19 lutego 1978 w Maroui) – kameruński piłkarz występujący na pozycji pomocnika.

## Kariera klubowa
Saidou jest wychowankiem Cotonsportu Garua. W 1999 roku przeszedł do tureckiego Istanbulsporu. W pierwszej lidze tureckiej zadebiutował 8 sierpnia 1999 w wygranym 3:0 meczu z Antalyasporem. Zawodnikiem İstanbulsporu był przez 5 sezonów.
W 2004 roku przeszedł do Galatasaray SK. Część sezonu 2004/2005 spędził na wypożyczeniu w Malatyasporze, a następnie wrócił do Galatasaray, z którym w sezonie 2005/2006 zdobył mistrzostwo Turcji.
W 2006 roku Saidou został zawodnikiem francuskiego FC Nantes. W Ligue 1 zadebiutował 4 sierpnia 2006 w przegranym 1:3 pojedynku z Olympique Lyon. W Nantes spędził sezon 2006/2007, zakończony przez jego zespół spadkiem do Ligue 2. W 2007 roku wrócił do Turcji, gdzie podpisał kontrakt z Kayserisporem. W sezonie 2007/2008 zdobył z nim Puchar Turcji. W 2010 roku odszedł do Sivassporu, a rok później zakończył tam karierę.
W pierwszej lidze tureckiej rozegrał 270 spotkań i zdobył 17 bramek.
| Sezon   | Klub              | Kraj    | Rozgrywki | Mecze | Bramki |
| ------- | ----------------- | ------- | --------- | ----- | ------ |
| 1999/00 | İstanbulspor A.Ş. | Turcja  | 1. Lig    | 23    | 1      |
| 2000/01 | İstanbulspor A.Ş. | Turcja  | 1. Lig    | 29    | 3      |
| 2001/02 | İstanbulspor A.Ş. | Turcja  | Süper Lig | 30    | 2      |
| 2002/03 | İstanbulspor A.Ş. | Turcja  | Süper Lig | 31    | 2      |
| 2003/04 | İstanbulspor A.Ş. | Turcja  | Süper Lig | 33    | 4      |
| 2004/05 | Galatasaray SK    | Turcja  | Süper Lig | 6     | 0      |
| 2004/05 | Malatyaspor       | Turcja  | Süper Lig | 13    | 0      |
| 2005/06 | Galatasaray SK    | Turcja  | Süper Lig | 23    | 0      |
| 2006/07 | FC Nantes         | Francja | Ligue 1   | 32    | 0      |
| 2007/08 | Kayserispor       | Turcja  | Süper Lig | 25    | 3      |
| 2008/09 | Kayserispor       | Turcja  | Süper Lig | 29    | 1      |
| 2009/10 | Kayserispor       | Turcja  | Süper Lig | 25    | 1      |
| 2010/11 | Sivasspor         | Turcja  | Süper Lig | 4     | 0      |

## Kariera reprezentacyjna
W latach 1997–2009 w reprezentacji Kamerunu Saidou rozegrał 18 spotkań. W 2006 roku został powołany do kadry na Pucharu Narodów Afryki. Zagrał na nim w meczach z Angolą (3:1), Togo (2:0), Demokratyczną Republiką Konga (2:0) oraz Wybrzeżem Kości Słoniowej (1:1, 11:12 w rzutach karnych), a Kamerun osiągnął ćwierćfinał turnieju.